# Poljica (Vrsi)
Poljica (olaszul: Poglizza) falu Horvátországban Zára megyében. Közigazgatásilag Vrsihez tartozik, a község zöld oázisának is nevezik.

## Fekvése
Zára központjától légvonalban 16 km-re, közúton 22 km-re északra, községközpontjától 7 km-re délkeletre, Dalmácia északi részén, Ravni Kotar nyugati részén, a tengerparttól 3 km-re fekszik.

## Története
A település nevét valószínűleg arról a dombokkal övezett termékeny mezőről kapta, amelyen fekszik. Egy másik feltevés szerint a név a Split melletti Poljica falu nevéből származik, ahonnan lakossága a 15. században elmenekült és itt telepedett le. Az általuk épített új lakhelyüknek a török által felégetett és lerombolt szülőfalujuk nevét adták. A velencei-török háborúk idején a nini kapitány közvetlen irányítása alá tartozott. Területe a 14. század végétől velencei uralom alatt állt. Plébániáját 1687-ben alapították, anyakönyveit 1787 óta vezetik. A 18. század végén Napóleon megszüntette a Velencei Köztársaságot. 1797 és 1805 között Habsburg uralom alá került, majd az egész Dalmáciával együtt az Első Francia Császárság része lett. 1815-ben a bécsi kongresszus újra Ausztriának adta, amely a Dalmát Királyság részeként Zárából igazgatta 1918-ig. 1857-ben 341, 1910-ben 618 lakosa volt. Ezt követően előbb a Szerb-Horvát-Szlovén Királyság, majd Jugoszlávia része lett. 2006 óta az önálló Vrsi községhez tartozik. 2011-ben 426 lakosa volt, akik mezőgazdasággal, főként zöldség-, gyümölcs-, szőlő-, füge- és olajbogyótermesztéssel foglalkoznak.

## Lakosság
| Lakosság változása | Lakosság változása | Lakosság változása | Lakosság változása | Lakosság változása | Lakosság változása | Lakosság változása | Lakosság változása | Lakosság változása | Lakosság változása | Lakosság változása | Lakosság változása | Lakosság változása | Lakosság változása | Lakosság változása | Lakosság változása |
| ------------------ | ------------------ | ------------------ | ------------------ | ------------------ | ------------------ | ------------------ | ------------------ | ------------------ | ------------------ | ------------------ | ------------------ | ------------------ | ------------------ | ------------------ | ------------------ |
| 1857               | 1869               | 1880               | 1890               | 1900               | 1910               | 1921               | 1931               | 1948               | 1953               | 1961               | 1971               | 1981               | 1991               | 2001               | 2011               |
| 341                | 383                | 395                | 472                | 526                | 618                | 770                | 768                | 1.017              | 1.065              | 1.082              | 1.183              | 997                | 1.139              | 945                | 426                |

## Nevezetességei
- Mihály arkangyal tiszteletére szentelt plébániatemplomát 1857-ben építették, 1921-ben megújították, majd 1979 és 1987 között restaurálták. A templom egyhajós épület sekrestyével, főoltára márványból készült, rajta a védőszent Szent Mihály ábrázolásával. A templomot két, fából faragott szobor díszíti Jézus Szíve és a Loudres-i Szűzanya ábrázolásával. A homlokzaton álló harangtornyot 1985-ben építették, benne két harang található, melyeket 1923-ban vásároltak. A falu első temploma is Szent Mihály tiszteletére volt szentelve, ez azonban idővel romossá vált. Ezután a Nagyboldogasszony tiszteletére építettek templomot, amely azonban alkalmatlannak bizonyult ezért alapjaira új templom építését határozták el. A plébániaház 1906-ban épült.[2]
- Plébániájának új filiája a žeravai Szent Péter templom 2010-ben épült a nini Željko Predovan tervei szerint, aki az építést is minden fizetség nélkül felügyelte. A templom céljára számos hívő és pap adományozott összegeket. A templom egyhajós, homlokzatán harangtoronnyal. A szentélyben márvány oltárt építettek. A templomot 2010 június 20-án nagy számú papság és hívő előtt szentelte fel Želimir Puljić zárai érsek.[2]
- A Kisboldogasszony tiszteletére szentelt pravoszláv templomot a kapuzat felett olvasható felirat szerint 1868-ban építették. 2005-2006-ban megújították és ekkor rendezték környezetét is.[5]